# Grünow (Brandeburgo)
Grünow è un comune di 980 abitanti del Brandeburgo, in Germania.

Appartiene al circondario dell'Uckermark ed è parte della comunità amministrativa di Gramzow.

## Geografia antropica

### Suddivisioni amministrative
Il territorio comunale si divide in 4 zone (Ortsteil), corrispondenti al centro abitato di Grünow e a 3 frazioni:
- Grünow (centro abitato)
- Damme
- Dreesch
- Drense